# Qiball
Qiball（きぼーる）は、千葉県千葉市中央区にある公共施設と商業施設が入居する官民複合施設。子供・子育ての支援と、生活・産業の情報発信の拠点として、中央区役所、千葉市科学館、子育て支援館、保健福祉センターなどが入居する。

## 概要
バブル経済崩壊後の社会状況の変化に伴って商業機能が低下し、市街地中心部を活性化させるために行われた千葉中央第六地区第一種市街地再開発事業として、千葉市役所中央分室（旧扇屋ジャスコ）や千葉不動尊光明寺などのあった地区に建設された。2007年（平成19年）9月1日に商業施設が先行開館し、同年10月20日に公共施設部分を含め全館開館した。
地下1階、地上15階建ての建造物であり、1 - 2階は商業施設など、3 - 5階が子ども交流館、6階が子育て支援館、7 - 10階が科学館、11階は中央区役所、12 - 15階は中央保健福祉センターとなっている。各フロアには、1階から独立した直通のエレベーターで向かうことができる。アトリウム部分にある巨大な球形状のプラネタリウムが特徴的である。
子育て支援館と子供交流館は、2006年（平成18年）に制定された設置管理条例に基づいて作られている。
所在地は、千葉県千葉市中央区中央4丁目5番1号。敷地面積6614平方メートル、建物面積5239平方メートル、延べ床面積50755平方メートル、建ぺい率80%、容積率614%。
Qiball（きぼーる）という名称は、希望のボールという意味（「Q」が球形のプラネタリウムを表す）で、市民の投票により2007年（平成19年）1月に決定した。

## 沿革
- 1992年（平成4年）
  - 10月18日 - 扇屋ジャスコが千葉店を閉店[5]
- 1993年（平成5年）
  - 3月 - 千葉市当局が扇屋ジャスコ千葉店跡地を千葉市議会で先行取得すると表明[6]
  - 12月 - 千葉市土地開発公社が扇屋ジャスコ千葉店跡地を約128億円で買収する契約を締結[7]
- 1995年（平成7年）
  - 10月 - 千葉中央第六地区市街地再開発準備組合発足[要出典]
- 2002年（平成14年）
  - 9月 - 日本放送協会千葉放送局の移転・入居交渉を断念[8]
- 2003年（平成15年）
  - 7月 - 総事業費約199億円を投じて地上15階建ての建物を建設する計画を決定[9]
  - 8月 - 都市計画決定[要出典]
  - 10月 - 清水建設と大成建設を再開発事業代行者に決定[10]
  - 12月 - 千葉中央第六地区市街地再開発組合設立。再開発事業認可[要出典]。
- 2005年（平成17年）
  - 4月 - 着工[要出典]
- 2006年（平成18年）
  - 1月 - 商業施設等の民間部分の入居の大半が決定[11]
- 2007年（平成19年）
  - 1月 - 名称は「Qiball」に決定[4]
  - 7月 - 竣工[要出典]
  - 9月1日 - 商業施設等が一部先行開館[1]
  - 10月20日 - 全館開館[2]
- 2019年（平成31年・令和元年）
  - 5月7日 - 11階に中央区役所が移転・入居[12][13]。

## 施設

### 千葉市科学館
”人が主役”となって様々なプログラムを通して科学にアプローチしていく、新しい参加体験型の科学館。館長は，千葉大学の井上厚行。
定期的な土日講座，ワークショップ，ボランティアによる化学工作体験，プラスサイエンス等によってそれを実現している。
7階が企画展示室，プラネタリウム，事務室，ショップ，ロッカールームとして使われている。正式名称はない。8階展示室が視覚･音・光・数の不思議を科学的に楽しく探求する「ワンダータウン（wonder Town）」、9階展示室が暮らしを支える技術を通し、その原理をひも解く「テクノタウン（Techno Town）」、10階展示室が宇宙と地球、自然や生命の不思議を体験する「ジオタウン（Geo Town）」となっている。目玉のプラネタリウムは内径23メートルのドーム・スクリーンに、1億個を超える星を投影することができ、天の川などの小さな星の集合も詳細に投影できる。
それに加え，企画展も実施されている。
利用料金には、一般券、セット券、年間パスポートがある。年間パスポートは，家族会員と個人会員に分かれている。
指定管理者制度が導入されており、2007年の開館からトータルメディア開発研究所・凸版印刷共同事業体が運営していたが、2017年4月よりコングレ・東急コミュニティー共同事業体が運営団体となっている。
職員構成は，スタッフ（青色のベスト）とボランティア（緑色のベスト），期間限定で小中学生ボランティアである。

### 千葉市子ども交流館
子供が平日の放課後や休日に交流できる遊び場としての施設。入館料は無料。
指定管理者制度が導入されており、運営団体は千葉ミライ子どもプロジェクト事業体（団体代表アクティオ）。

### 千葉市子育て支援館
就学前の子どもとその保護者が利用できる子育て支援施設として開館。
千葉市の子育て支援施設は、地域子育て支援センターが7ヶ所、子育てリラックス館が9ヶ所あり、子育て支援館はそれらの基幹施設としての位置づけられている。
4つの場（親子で遊べる場、交流と学びの場、気軽に子育て相談ができる場、子育ての情報が得られる場）を提供している。入館料は無料。
運営管理は千葉市直営ではなく、指定管理者制度をとっている。2法人の競合の末、公益社団法人千葉市民間保育園協議会が指定管理者となった。

### 千葉市中央保健福祉センター
千葉市中央区の保健と福祉に関する拠点施設。保健や福祉の相談対応やサービス提供を行う。
12階 検診のフロア
13階- 14階 申請のフロア
中央区役所 
- 社会援護課（2007（平成19）年10月20日中央区役所3階フロアーより移転）
- 高齢障害支援課
- 健康課
- こども家庭課

15階 千葉市社会福祉協議会
- 中央区ボランティアセンター

### 商業施設等
- ダイエーグルメシティ
- 日本司法支援センター（法テラス）千葉地方事務所
- 自走式立体駐車場

など

## Qiballより移転した施設

### 千葉市ビジネス支援センター
地域の事業者の相談･助言や、起業する人への支援サービスを行う施設。13階が情報のフロア、14階が創業のフロア、15階が交流のフロアとして入居していた。富士見2丁目にも分館（旧富士見インキュベート施設）。指定管理者制度が導入されており、運営団体は財団法人千葉市産業振興財団。
2019年7月より、ツインビル2号館に移転。

## アクセス

### 鉄道
- 千葉都市モノレール 葭川公園駅から徒歩約4分
- 京成電鉄 千葉中央駅から徒歩約5分
- JR東日本・千葉都市モノレール 千葉駅から徒歩約15分

### バス
- 中央三丁目バス停下車（バス停前に当該施設）